# 今町 (都城市)
今町（いままち）は、宮崎県都城市の町丁。郵便番号は885-0064。2021年7月1日時点では人口は1,410人、世帯数は619世帯である。

## 地理
市の南部に位置し、北は五十町に、南と西は鹿児島県曽於市末吉町深川に、東は梅北町や大岩田町に接する。

### 河川
- 大淀川

## 歴史
1962年（昭和37年）6月25日に国道の道路拡張工事を行っていた際に、縄文時代前期（およそ6,500年前）に作成された土器が発見された。

## 交通

### 鉄道
1987年まで今町駅（国鉄志布志線）が所在していたが、現在は廃止されており、2021年現在では、域内に鉄道駅はない。

なお、最寄駅は五十市駅（JR日豊本線）が挙げられる。

### 道路
- 国道269号
- 都城志布志道路
- 都城盆地朝霧ロード

## 学区
公立学校の場合、小学校は都城市立今町小学校に、中学校は都城市立五十市中学校に進学する。

## 施設
- 都城今町郵便局
- 都城市立今町小学校
- 今町IC
- 今町鉄道記念公園（国鉄志布志線今別駅跡）
- 今町一里塚

## 人口
都城市ホームページによると、2021年（令和3年）7月1日時点での域内の人口は以下の通りである。
| 世帯数  | 男    | 女    | 計      |
| ------- | ----- | ----- | ------- |
| 619世帯 | 664人 | 746人 | 1,410人 |